# Pallavolo ai XII Giochi panarabi - Torneo maschile
Il torneo maschile di pallavolo ai XII Giochi panarabi si è svolto dal 10 al 22 dicembre 2011 a Doha, in Qatar, durante i XII Giochi panarabi. Al torneo hanno partecipato 11 squadre nazionali del mondo arabo e la vittoria finale è andata per la terza volta all'Egitto.

## Gironi
| Girone A                                   | Girone B                                    |
| ------------------------------------------ | ------------------------------------------- |
| Arabia Saudita Kuwait Oman Palestina Qatar | Algeria Bahrein Egitto Giordania Iraq Sudan |

## Fase finale

### Finali 1º e 3º posto
|  | Semifinali | Semifinali | Semifinali |       |        | Finale 1º/2º posto | Finale 1º/2º posto | Finale 1º/2º posto |  |
|  |            |            |            |       |        |                    |                    |                    |  |
|  | Kuwait     | Kuwait     | 0          |       |        |                    |                    |                    |  |
|  | Kuwait     | Kuwait     | 0          |       |        |                    |                    |                    |  |
|  | Egitto     | Egitto     | 3          |       |        |                    |                    |                    |  |
|  | Egitto     | Egitto     | 3          |       | Egitto | Egitto             | 3                  |                    |  |
|  |            |            |            |       | Egitto | Egitto             | 3                  |                    |  |
|  |            |            | Qatar      | Qatar | 0      |                    |                    |                    |  |
|  | Algeria    | Algeria    | Qatar      | Qatar | 0      | 0                  |                    |                    |  |
|  | Algeria    | Algeria    |            |       |        | 0                  |                    |                    |  |
|  | Qatar      | Qatar      | 3          |       |        | Finale 3º/4º posto | Finale 3º/4º posto | Finale 3º/4º posto |  |
|  | Qatar      | Qatar      | 3          |       |        |                    |                    |                    |  |
|  |            |            |            |       |        |                    |                    |                    |  |
|  |            |            |            |       |        | Kuwait             | Kuwait             | 0                  |  |
|  |            |            |            |       |        | Kuwait             | Kuwait             | 0                  |  |
|  |            |            |            |       |        | Algeria            | Algeria            | 3                  |  |

## Podio

### Campione
Formazione: 1 Saleh Youssef, 2 Abdalla Ahmed, 4 Ahmed Abdelhay, 5 Abdellatif Ahmed, 6 Wael Alaydy, 7 Ashraf Abouelhassan, 10 Reda Haikal, 11 Ahmed Afifi, 13 Mohamed Badawy, 15 Ahmed Abedel Fatah, 16 Mohamed Ketat, 18 Mohamed Issa, CT: Sherif El-Shamerly

### Secondo posto
Formazione: 1 Saeed Al-Obaidan, 2 Jumah Mohammed, 5 Sulaiman Saad, 6 John Chigbo, 7 Ismaeel Al-Sheeb, 9 Ahmad Diab, 11 Bairami Ali, 12 Ndir Sadikh, 13 Ziad Benlouaer, 14 Ali Yagoub, 17 Nabil Abed, 18 Saeed Al-Hatmi, CT: Nasser Al-Sility

### Terzo posto
Formazione: 1 Rafik Djoudi, 2 Abderrahmen Messaoud, 5 Khaled Kessai, 6 Mohamed Oumessaad, 8 Massinissa Azem, 9 Djamel Bey Ahmed, 10 Toufik Mahdjoubi, 11 Youcef Zerouki, 12 Toufik Beilaid, 15 Rafik Hassissene, 17 Chahine Zaichi, 18 Billel Saoulem, CT: Kamal Emlol

## Classifica finale
| Classifica | Squadre        |
| ---------- | -------------- |
|            | Egitto         |
|            | Qatar          |
|            | Algeria        |
| 4          | Kuwait         |
| 5          | Bahrein        |
| 6          | Oman           |
| 7          | Arabia Saudita |
| 8          | Giordania      |
| 9          | Iraq           |
| 10         | Palestina      |
| 11         | Sudan          |